# Krahulov
Krahulov är en ort i Tjeckien.   Den ligger i regionen Vysočina, i den centrala delen av landet, 140 km sydost om huvudstaden Prag. Krahulov ligger 468 meter över havet och antalet invånare är 229.
Terrängen runt Krahulov är platt åt sydost, men åt nordväst är den kuperad.Runt Krahulov är det ganska glesbefolkat, med 50 invånare per kvadratkilometer. Närmaste större samhälle är Třebíč, 5,4 km öster om Krahulov. Trakten runt Krahulov består till största delen av jordbruksmark.